# Isostenygra monnei
Isostenygra monnei är en skalbaggsart som beskrevs av Martins och Maria Helena M. Galileo 1999. Isostenygra monnei ingår i släktet Isostenygra och familjen långhorningar. Inga underarter finns listade i Catalogue of Life.